# Araneus idoneus
Araneus idoneus är en spindelart som först beskrevs av Eugen von Keyserling 1887.  Araneus idoneus ingår i släktet Araneus och familjen hjulspindlar.
Artens utbredningsområde är Queensland. Inga underarter finns listade i Catalogue of Life.